# Chalybes
Die Chalybes (Χάλυβες, Χάλυβοι), in deutschsprachigen Publikationen meist Chalyber, waren im Altertum ein für seine Metallverarbeitung berühmter Volksstamm, dem durch griechische Überlieferungen die Erfindung des härtbaren Eisens zugeschrieben wird. Der Name kommt von „Chalybs“ = gehärtetes Eisen, Stahl.
Sie siedelten im nordostanatolischen Gebirge und an der Südküste des Schwarzen Meeres. Ihr Siedlungsgebiet erstreckte sich westlich vom Halys, östlich bis nach Pharnakeia und Trapezus, südlich bis nach Armenien.
Xenophon lokalisiert in seiner Kyropaedia die Chalybier zwischen den Phasiern und den Skythen, Sagona hingegen südlich von Gümüşhane, am Fluss Kelkit, und leitet ihren Namen vom urartäischen Gott Ḫaldi ab.